# Supercoupe de Madagascar de football
La Supercoupe de Madagascar de football est une compétition de football opposant le champion de Madagascar au vainqueur de la coupe de Madagascar.

## Palmarès
| Année | Vainqueur        | Résultat       | Finaliste           |
| ----- | ---------------- | -------------- | ------------------- |
| 1994  | AS Cimelta       | bat            | BTM Antananarivo    |
| 2002  | AS Adema         | 1-0            | AS Fortior          |
| 2003  | Ecoredipharm     | 2-0            | Léopards Transfoot  |
| 2006  | AS Adema         | 1-0            | Ajesaia             |
| 2007  | Ajesaia          | 1-1 ap 3-1 tab | AS Adema            |
| 2008  | AS Adema         | 4-2 ap         | Académie Ny Antsika |
| 2009  | Ajesaia          | 1-0ap          | AS Adema            |
| 2010  | CNAPS Sport      | 3-2            | AS Adema            |
| 2015  | ASSM Elgeco Plus | bat            | CNAPS Sport         |
| 2018  | CNAPS Sport      | 0-0 ; 1-0      | FC Fosa Juniors     |